# Ту Страјкс (Јужна Дакота)
Ту Страјкс (енгл. Two Strike) насељено је место без административног статуса у америчкој савезној држави Јужна Дакота.

## Демографија
По попису из 2010. године број становника је 209, што је 176 (533,3%) становника више него 2000. године.
| Група             | 2000.    | 2010.     |
| Белци             | 1 (3,0%) | 12 (5,7%) |
| Афроамериканци    | 0 (0,0%) | 0 (0,0%)  |
| Азијати           | 0 (0,0%) | 0 (0,0%)  |
| Хиспаноамериканци | 0 (0,0%) | 4 (1,9%)  |
| Укупно            | 33       | 209       |